# سولوجة
سولوجة هي قرية في مقاطعة هريس، إيران. عدد سكان هذه القرية هو 76 في سنة 2006.